# Camponotus flavomarginatus
Camponotus flavomarginatus är en myrart som beskrevs av Mayr 1862. Camponotus flavomarginatus ingår i släktet hästmyror, och familjen myror. Inga underarter finns listade.

## Bildgalleri

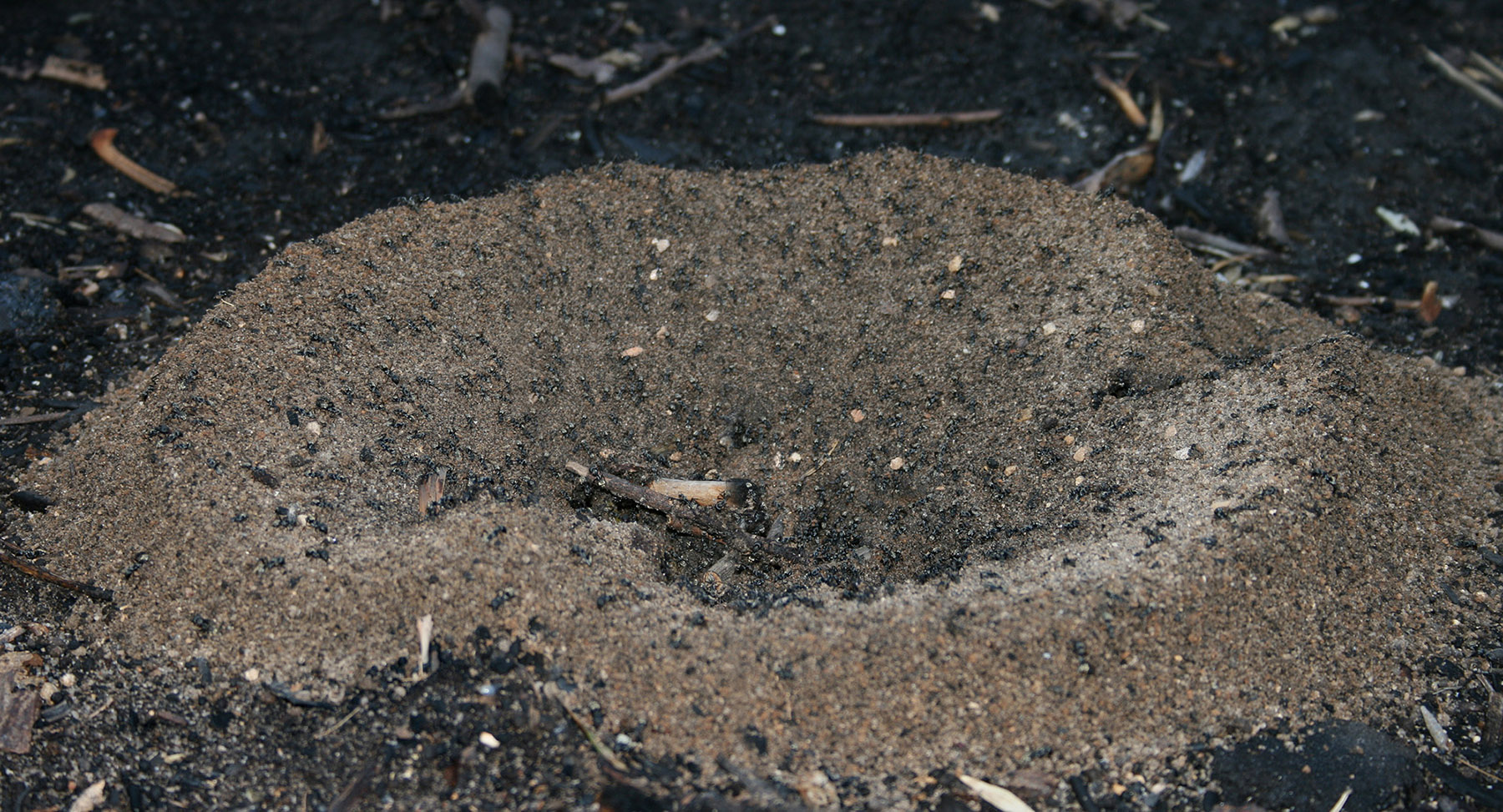